# Chemin des Martyrs-de-Bordelongue
Le chemin des Martyrs-de-Bordelongue (en occitan : camin dels Martirs de Bòrda Longa) est une voie de Toulouse, chef-lieu de la région Occitanie, dans le Midi de la France.

## Situation et accès

### Description
Le chemin des Martyrs-de-Bordelongue est une voie publique. Il se trouve dans le quartier de Bordelongue, dans le secteur 2 - Rive gauche. Elle est longue de seulement 353 mètres, mais d'une largeur de 18 mètres. Elle naît perpendiculairement à la rue Louis-Courtois-de-Viçose, au niveau de la place John-Mundy, au cœur de la zone d'activité de Bordelongue. La première partie de la rue, longue de 119 mètres, est orientée au sud. Elle oblique ensuite à l'ouest pour rejoindre après 234 mètres la route de Seysses.
La chaussée compte une voie de circulation automobile dans chaque sens. Elle est bordée, du côté des numéros pairs, par une piste cyclable à double-sens.

### Voies rencontrées
Le chemin des Martyrs-de-Bordelongue rencontre les voies suivantes, dans l'ordre des numéros croissants :
1. Rue Louis-Courtois-de-Viçose
2. Place John-Mundy
3. Route de Seysses

### Transports
Le chemin des Martyrs-de-Bordelongue est parcouru et desservi sur toute sa longueur, par la ligne de bus 13. Il aboutit de plus, à l'ouest, à la route de Seysses où se trouent les arrêts de la ligne de Linéo L4, ainsi que la gare de Gallieni-Cancéropôle, sur la ligne de chemin de fer de Toulouse à Auch. À l'est, la route d'Espagne est également parcourue par les lignes de Linéo L5 et de bus 152.
Les stations de vélos en libre-service VélôToulouse les plus proches sont les stations no 265 (face 251 route de Seysses), no 266 (38 rue de la Touraine) et no 274 (face 296 route de Seysses).

## Odonymie
Le chemin était connu, au XIXe siècle, comme le chemin de Bordelongue : ce nom lui venait d'une métairie et d'un domaine agricole, connus déjà au XVIIe siècle (borda longa, « grande ferme » en occitan) qui se trouvait plus au nord (emplacement de l'actuel no  route d'Espagne). Cette appellation était assez courante, puisqu'il existait un autre chemin de Bordelongue, au nord de la ville, dans le quartier de Lalande (actuelle rue Edgar-Degas). Un camp d'internement fut construit sur une partie des terrains au sud de la ligne de chemin de fer de Toulouse à Auch : c'est là que furent découverts le 4 septembre 1944, au lendemain de la Libération de la ville, les corps de 28 Résistants, fusillés par les forces allemandes entre entre septembre 1943 et avril 1944, et enterrés dans un charnier – les « martyrs de Bordelongue ». Le 5 mai 1955, le chemin fut renommé en leur honneur.

## Patrimoine et lieux d'intérêt

### Cité de Bordelongue
- no  10 : résidence Enzo Godéas.
La résidence Enzo Godéas est construite entre 1968 et 1970 à l'emplacement d'une partie des baraques à l'entrée du camp de Bordelongue. Elle est constituée de trois bâtiments, pour un ensemble de 72 logements : une barre, longue de 168 mètres, parallèle à l'ancienne rue Enzo-Godéas, et deux immeubles plus petits, longs de 42 mètres, le long du chemin des Martyrs-de-Bordelongue. Ils s'élèvent tous sur quatre étages[4],[5].

- no  9-11 : résidence Les Tours de Bordelongue.
La résidence Les Tours de Bordelongue est construite entre 1973 et 1976 sur les plans de l'architecte Jean Montier, pour le compte de l'Organisme d'habitations à loyer modéré (OPHLM) de la ville de Toulouse, à l'emplacement d'une partie des baraques à l'entrée du camp de Bordelongue. Elle est constituée de deux tours qui s'élèvent sur dix (actuel no 9) et treize étages (actuel no 11)[6],[7]. Elles comptent ensemble 95 logements. Les tours sont profondément rénovées à la suite des destructions causées par l'explosion de l'usine AZF. L'organisme Toulouse Métropole Habitat engage une nouvelle campagne de réhabilitation en 2021[8].

### Zone d'activité de Bordelongue
- no  3-5 : Parc Estello.
Parc Estello est un ensemble d'immeubles de bureaux construits, sous le nom de Portes Sud, entre 2005 et 2010 sur les plans de l'agence Sud Architectes pour le compte du Crédit suisse. Ils s'élèvent à l'emplacement d'une partie de l'ancien camp de Bordelongue, dont les derniers bâtiments sont démolis à la suite de l'explosion de l'usine AZF en 2001. L'ensemble occupe une parcelle de 15 000 m2 entre le chemin des Martyrs-de-Bordelongue et la rue Louis-Courtois-de-Viçose (actuels no 8-12). Il est constitué de trois immeubles, les Arches 1, 2 et 3, qui s'élèvent sur six niveaux et cumulent ensemble environ 20 000 m2 de surface de bureaux. En 2019, l'ensemble, qui souffre d'une forte inoccupation, est acquis par PGIM (en) Real Estate, une société financière et immobilière américaine[9]. En 2022, il prend le nom de Parc Estello.